# La corista
La corista es una película española de 1960 dirigida por José María Elorrieta, protagonizada por Marujita Díaz. 
La película también supuso el debut cinematográfico en España de Espartaco Santoni, que por esos años era marido de Marujita Díaz.
Fue la primera película que produjo Marujita Díaz con la productora que fundó junto a Espartaco Santoni.

## Sinopsis
Marieta (Marujita Díaz) es una sencilla chica de conjunto de revista que suele llegar tarde a los ensayos. Un día, la primera vedette abandona la compañía y Alfredo, el director del espectáculo (Espartaco Santoni), se ve obligado a buscar rápidamente a una sustituta. Entonces, la llegada de la tía de Marieta (Guadalupe Muñoz Sampedro) al teatro con chófer y cochazo, lo que impresiona bastante al equipo de la compañía, ayudará a que su sobrina corista empiece a ser vista con buenos ojos para ocupar el puesto, pero antes tendrá que demostrar que vale para ser la primera vedette.

## Reparto
- Marujita Díaz: Marieta
- Espartaco Santoni: Alfredo
- Guadalupe Muñoz Sampedro: Clara, la tía de Marieta
- Manolo Gómez Bur: Felipe
- Félix Fernández: Pulino
- Antonio Riquelme: Novio de Rosa
- Paquito Cano: Sebastián
- Joaquín Portillo "Top": Fotógrafo
- Luis Sánchez Polack "Tip": Periodista
- Mara Laso: Rosa
- Julia Pachelo:
- Rafael Cores
- José María Tasso: Pedro
- José Villasante: Inspector de policía
- Manolo Zarzo: Estudiante de aparejador
- Paco Valladares: Organillero en número musical
- Juan Cazalilla
- Marisol Ayuso

## Canciones
- Mamá cómprame unas botas, interpretada por Marujita Díaz.
- La Tarántula, interpretada por Marujita Díaz.
- La reina fallera, interpretada por Marujita Díaz.
- Cuesta abajo Lepera, Gardel. Interpretada por Marujita Díaz.
- El príncipe Carnaval Cadenas. Interpretada por Marujita Díaz.
- La mulata Trinidad, interpretada por Marujita Díaz.
- Luna de España Lara, Llovet, Moraleda. Interpretada por Marujita Díaz.
- La Lola Arroyo. Interpretada por Marujita Díaz.